# Héreg, Komárom-Esztergom
Héreg  este un sat în districtul Tatabánya, județul Komárom-Esztergom, Ungaria, având o populație de 1.019 locuitori (2011). 

## Demografie
Componența etnică a satului Héreg
     Maghiari (95,85%)
     Germani (2,13%)
     Romi (1,46%)
     Români (0,56%)
Componența confesională a satului Héreg
     Romano-catolici (46,22%)
     Reformați (15,51%)
     Fără religie (8,05%)
     Atei (3,04%)
     Necunoscută (27,18%)
     Alte religii (0,88%)
Conform recensământului din 2011, satul Héreg avea 1.019 locuitori. Din punct de vedere etnic, majoritatea locuitorilor (95,85%) erau maghiari, existând și minorități de germani (2,13%) și romi (1,46%). Nu există o religie majoritară, locuitorii fiind romano-catolici (46,22%), reformați (15,51%), persoane fără religie (8,05%) și atei (3,04%). Pentru 27,18% din locuitori nu este cunoscută apartenența confesională.